# 26680 Wangchristi
26680 Wangchristi è un asteroide della fascia principale. Scoperto nel 2001, presenta un'orbita caratterizzata da un semiasse maggiore pari a 2,5559216 UA e da un'eccentricità di 0,1376717, inclinata di 7,75256° rispetto all'eclittica.